# Maria Wennerström
Pour les articles homonymes, voir Wennerström.
Maria Wennerström est une curleuse suédoise née le 10 avril 1985. Elle a remporté la médaille d'argent du tournoi féminin aux Jeux olympiques d'hiver de 2014 à Sotchi, en Russie.